# Kotinin
Kotinin je alkaloid prisutan u duvanu i kao metabolit nikotina. Reč "kotinin" je anagram "nikotina". Kotinin se koristi kao biomarker za izlaganje duvanskom dimu. On je u prodaji kao antidepresiv pod imenom Scotine.
Slično nikotinu, kotinin se vezuje za, aktivira, i desenzituje neuronski nikotinske acetilholinske receptore, mada sa znatno nižom potentnošću. On ispoljava nootropne i antipsihoticima slične efekte.